# Schloss Langenstein

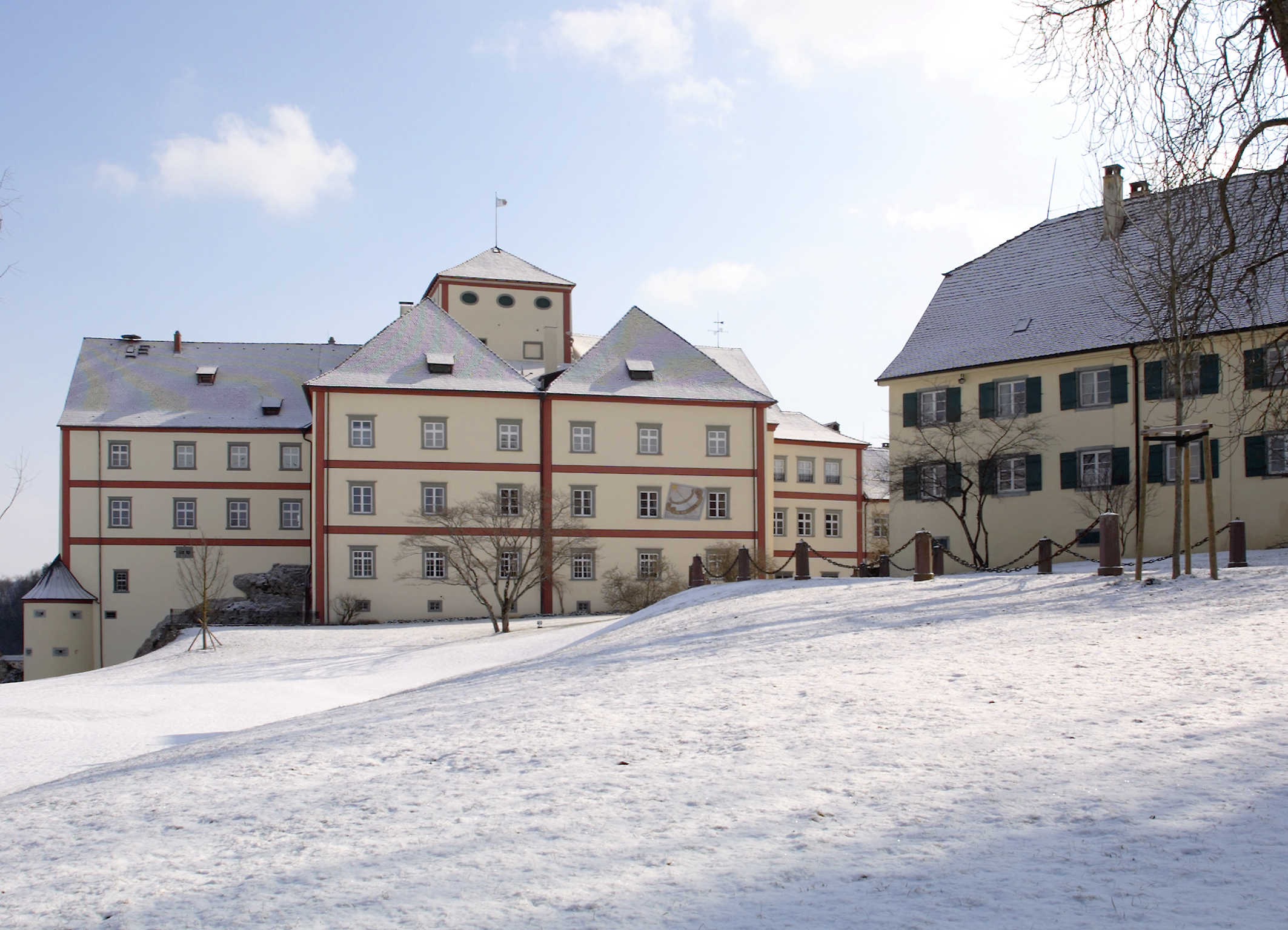
Schloss Langenstein (2006)

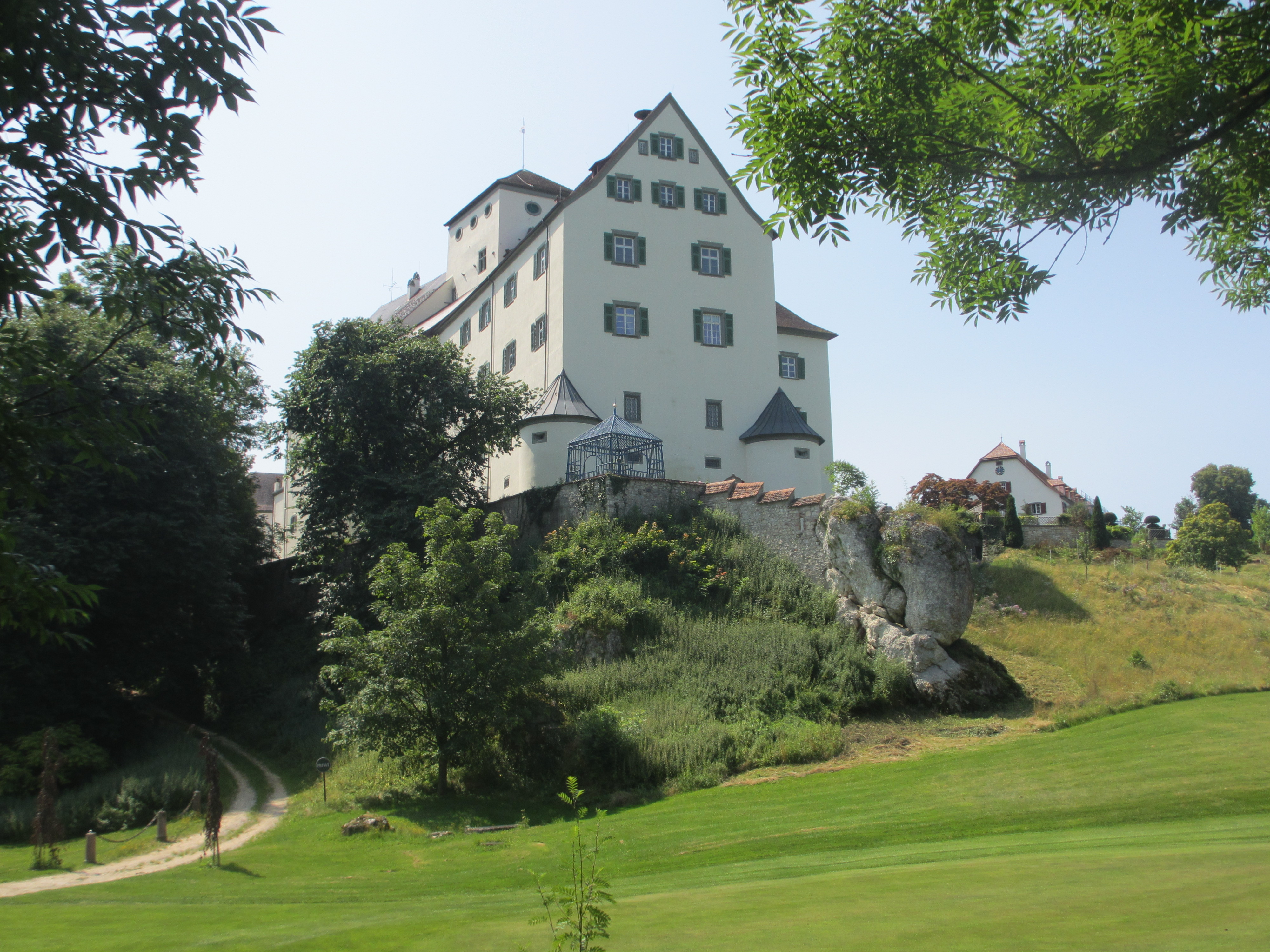
Schloss Langenstein (2021)

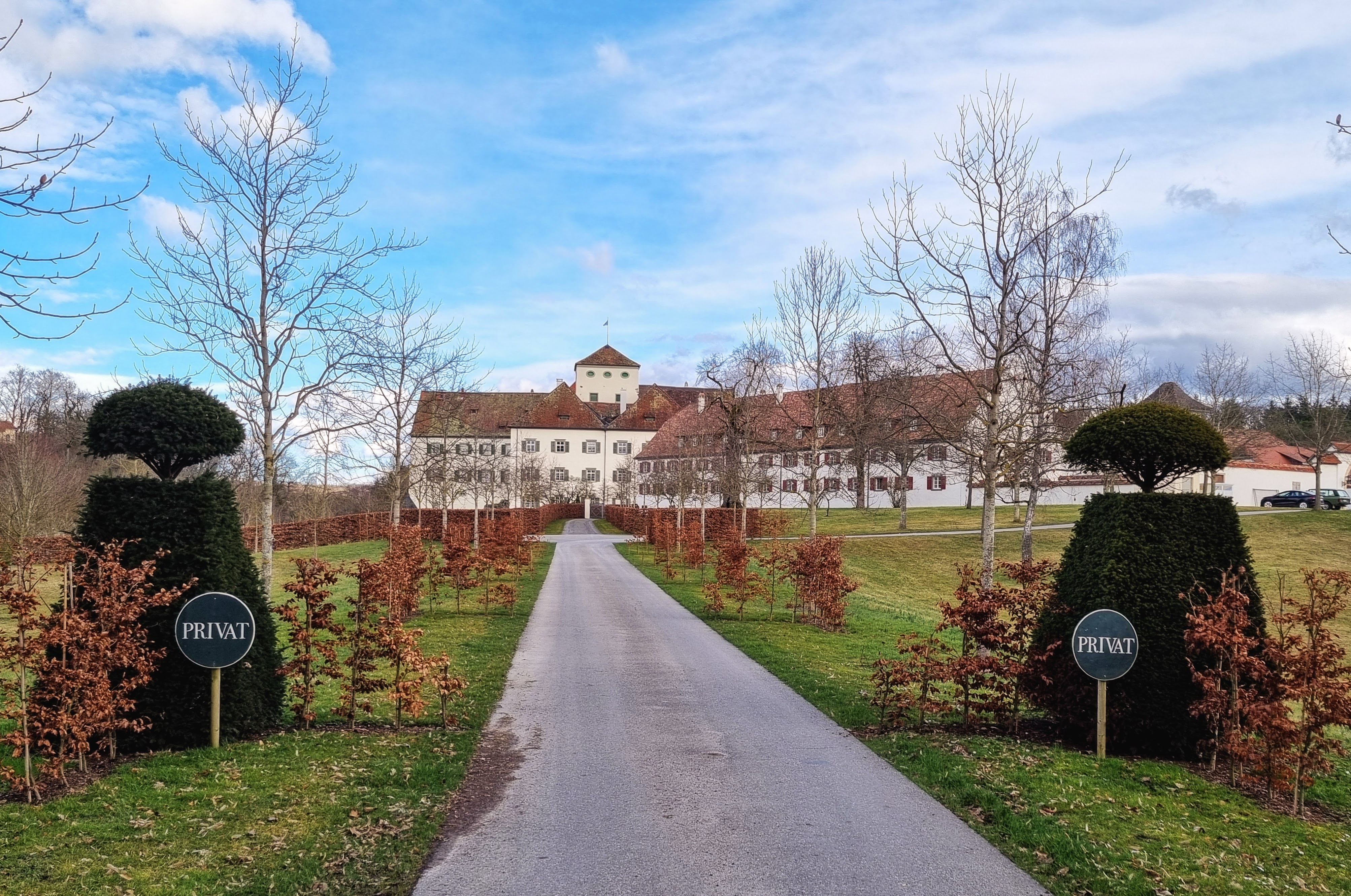
Einfahrt zum Schloss (2024)

Das Schloss Langenstein liegt im Hegau und ist im Besitz der Familie Graf Douglas. Es beherbergte ein Fasnachtsmuseum und ist durch den angegliederten Golf- und Countryclub über die Region hinaus bekannt.

## Bauanlage und Geschichte

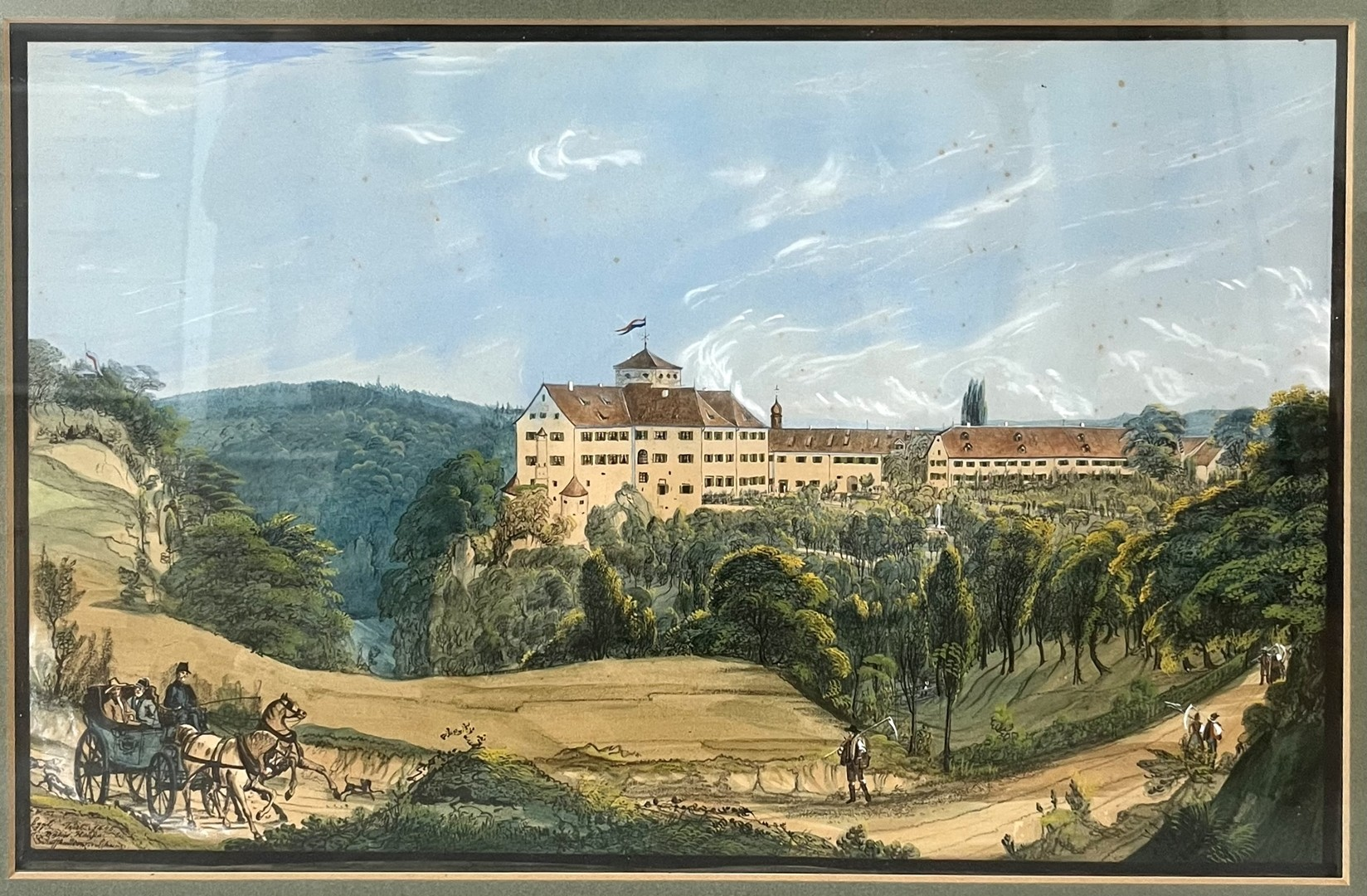
Schloss Langenstein (1845)

Das Schloss Langenstein liegt auf dem Gebiet der Gemeinde Orsingen-Nenzingen südlich der Gemeinde Eigeltingen zwischen Stockach und Singen (Hohentwiel). Die Ursprünge des Schlosses reichen bis ins Mittelalter zurück. Um 1100 wurde der heute noch als Untergeschoss bestehende Bergfried von der Abtei Reichenau auf einem langgestreckten Felsen aus Jurakalk errichtet. Langenstein war danach im 12. und 13. Jahrhundert Sitz von Dienstmannen des Klosters Reichenau, die sich nach der Burg benannten. Nachdem das Geschlecht derer von Langenstein zu Beginn des 14. Jahrhunderts ausgestorben war, waren in den folgenden Jahrhunderten zahlreiche Adlige im Besitz der Burg, so auch Ritter Bilgeri von Heudorf.
Das Hauptgebäude der heutigen Schlossanlage wurde im Wesentlichen in der Zeit zwischen 1570 und 1605 um einen viereckigen Turm herum gebaut. Später wurde die Anlage durch das so genannte Neue Schloss erweitert und mit einem Zwischentrakt verbunden. Es verfügt über eine Schlosskapelle. Weitere Gebäude wie der Ludwigshof und der Reichenauer Zehntkeller runden die Anlage ab. 1568 kaufte Hans Werner von Raitenau Langenstein mit verbundenen Gütern von Hans Wilhelm von Knöringen.
1677 erbte Guidobald Graf von Welsperg Langenstein, welches bis 1826 in Familienbesitz verblieb. Karl Graf von Welsperg verkaufte das Schloss darauf wegen Überschuldung an Großherzog Ludwig von Baden als Privateigentum. Nach dem Tod des Großherzogs 1830 erbte sein Sohn Graf Ludwig Wilhelm August von Langenstein und Gondelsheim (1820–1872) samt den anderen Besitzungen, die sein Vater privat im Hegau, Linzgau, im Donautal und im Kraichgau erworben und im Gräflich Langensteinischen Stammgut zusammengefasst hatte. Da die Mutter von Graf Ludwig August, die Statistin am Karlsruher Hoftheater Katharina Werner, nicht ebenbürtig war, kam er für die Erbfolge der Großherzöge nicht in Frage. Zudem war er „vorehelich“ geboren.
Da Graf Ludwig Wilhelm August kinderlos blieb, erbte seine Schwester Luise von Langenstein und Gondelsheim (1825–1900) die Besitzungen und damit auch Schloss Langenstein. Sie heiratete 1848 den schwedischen Adligen Carl Israel Vilhelm Graf Douglas (1824–1898). Sein Urahn war Robert Graf Douglas (1611–1662), ein aus Schottland stammender Feldmarschall, der während des Dreißigjährigen Krieges in schwedischen Diensten stand und der die schwedische, gräfliche Linie des Clans Douglas begründete, die mehrere bedeutende Politiker und Militärs hervorgebracht hat.
Nach Ende des Ersten Weltkriegs wohnten der abgedankte Großherzog Friedrich II. von Baden mit seiner Frau, seiner Mutter Luise und seiner Schwester Viktoria, der damaligen Königin von Schweden, zeitweise als Gäste des Grafen Douglas auf Schloss Langenstein.
Schloss Langenstein dient der Familie Douglas seit 1906 als Hauptwohnsitz. Axel Graf Douglas ließ einen Golfplatz anlegen, das Clubhaus entstand in der Nähe des Schlosses. 2014 verkaufte Axel Graf Douglas das Schloss mit allen Ländereien an seinen Cousin Christoph Graf Douglas, der 2016 verstarb. Dessen Sohn Leopold Graf Douglas bewohnt heute mit seiner Familie das Schloss und kümmert sich, gemeinsam mit seinem Bruder Ludwig Graf Douglas, um den Besitz in Südbaden.

## Country Club Schloss Langenstein
Axel Graf Douglas baute seit den späten 1980er Jahren den Country Club Schloss Langenstein auf. Er verfügte über einen 18-Loch-Golfplatz, einen Reiterhof sowie einen Flinten-Jagdparcours.

## Fasnachtsmuseum
Das Langensteiner Fasnachtmuseum wurde 1969 von Wilhelm Graf Douglas eröffnet. Es befand sich bis 2018 im Schloss und ist aktuell geschlossen. Der Museumsverein errichtet in direkter Nähe zum Schloss ein neues Museum, das im Juni 2025 eröffnet wird.

### Alefanzorden des Fasnachtsmuseums Schloss Langenstein
Die Auszeichnung wird seit den 1970er-Jahren jährlich zur Fastnachtzeit verliehen. Die Preisträger werden durch mehrere „Loschoren“ vorgeschlagen. Preisträger waren:
- 1977: Walter Fröhlich
- 1998: Bruno Epple
- 2020: Günther Oettinger